# 이소응 (고려)
이소응(李紹膺, ? ~ 1180년)은 고려 중기의 무신(武臣)이다.

## 생애

### 무신정변 이전
1170년(의종 24)에 대장군(大將軍)의 직책에 있던 중 왕이 대소신료들과 더불어서 보현원(普賢院)으로 행차할 때에 함께 따라나가서 호위하였다. 의종의 행렬이 보현원으로 향하던 도중에 마침 빈 공터에 이르자 왕이 수박 경기를 열어 이를 관람하고자 하여 무인들이 서로 무술 실력을 겨루었다. 이때 이소응도 수박 경기에 나섰으나 몸이 늙은 탓에 오래 버티지 못하였다. 이를 본 젊은 문신(文臣) 한뢰가 힘들어하는 이소응의 뺨을 때리고 조롱하며 모욕을 주었다.
이 광경을 본 상장군 정중부는 비록 한뢰가 문신이라고는 하나 그 품계가 대장군의 직책에 있는 이소응에 비하면 하찮은데 어찌 그런 모욕을 줄 수 있느냐고 항의하였다. 그러나 의종은 정중부를 말리고 한뢰를 감싸주어 사건을 마무리지었다. 이로 인하여 평소에 문신들에 비하여 낮은 대접을 받았던 무신들의 불만이 폭발하였고, 이를 계기로 하여 정중부는 다른 무신들인 이의방, 이고 등과 더불어서 다음날에 무신정변을 일으켜 한뢰와 김돈중을 비롯한 문신들을 살해하여 정권을 장악하였으며 그 해에 의종마저 폐위시켜 버렸다.

### 무신정변 이후
무신정변 후에 이소응은 좌산기상시(左散騎常侍)의 벼슬에 올랐으며, 이후에 그 지위가 참지정사(參知政事)에 이르렀다. 그러나 욕심이 많아서 봉록과 지위에 대한 미련을 버리지 못하였기 때문에 나이가 70세가 넘었음에도 불구하고 벼슬에서 물러나지 않는다는 비판을 받았다.

## 이소응이 등장한 작품
- 《무인시대》 KBS, 2003년~2004년, 배우 : 송용태

## 같이 보기
- 정중부의 난
- 무신정권
- 정중부
- 이고 (고려)
- 이의방